# Zjazd w Stężycy 1606
Zjazd w Stężycy – zjazd szlachty polskiej mający miejsce w dniach 9–22 kwietnia 1606 w Stężycy, podczas rokoszu sandomierskiego wymierzonego w politykę króla Zygmunta III Wazy.

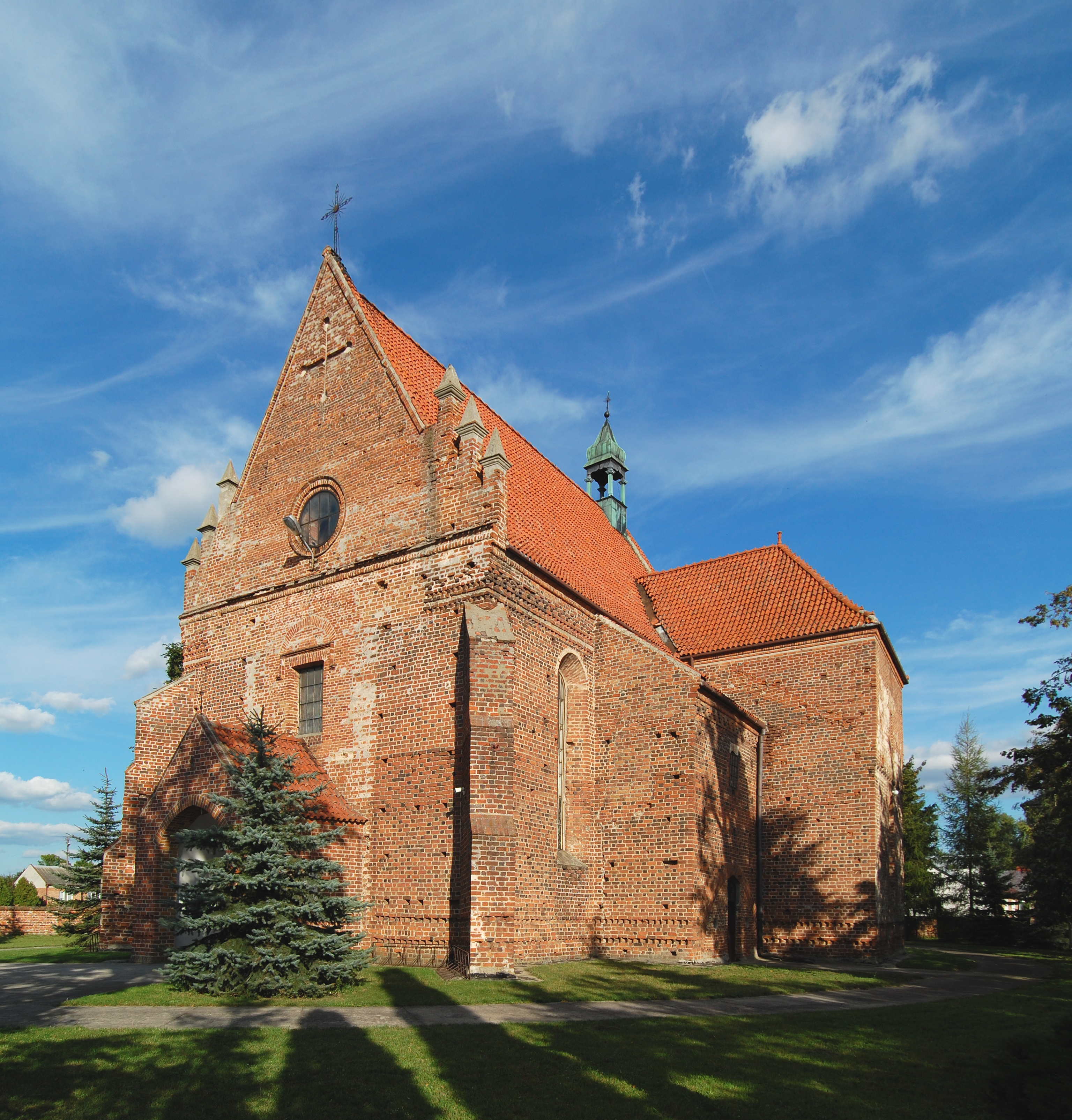
Kościół św. Marcina w Stężycy

Zwołanie zjazdu związane było z nieprzyjaznym nastawieniem szlachty do propozycji Zygmunta III na  sejm 1606 roku i panującą wśród opozycji opinią, że król ignoruje szlacheckie postulaty polityczne. Sejmik generalny Małopolski w   Nowym Mieście Korczynie wezwał szlachtę do Stężycy uniwersałem, pod którym podpisali się również wybrani na sejm posłowie krakowscy i sandomierscy oraz marszałek wielki koronny Mikołaj Zebrzydowski. Ten ostatni, wraz z innymi magnatami, dążył do skupienia się zjazdu na krytyce polityki zagranicznej i (jak twierdzono)  absolutystycznych dążeń Zygmunta III Wazy, a nie na pomysłach reformatorskich.
Liczebność szlachty podczas zjazdu historycy oceniają na ok. 800 uczestników oraz 10 tysięcy żołnierzy wojsk magnackich, chociaż stopniowo owa liczba się przerzedziła i pod końcowym uniwersałem podpisało się 145 osób. Na zjeździe pojawili się między innymi senatorowie: Zebrzydowski, Janusz Ostrogski, Aleksander Koniecpolski, Stanisław Bykowski, Stanisław Garwaski, Piotr Gostomski i Janusz Sierakowski.
Po bezowocnych obradach sejmu 1606 roku do Stężycy przybyli niezadowoleni posłowie opozycji antykrólewskiej. Próbowali oni promować ideę uchwalenia artykułów zawierających reformatorskie postulaty, niezrealizowane na sejmie. Jednakże pod wpływem Zebrzydowskiego – którego przeciwnicy zaczęli opuszczać stężyckie zgromadzenie – ograniczono się do wezwania szlachty na kolejny zjazd do Lublina.  Na zakończenie zjazdu uchwalono manifest wyrażający poparcie swobód, praw i wolności.